# Fernando Morientes
Fernando Morientes Sánchez (Cáceres, 5 de abril de 1976) é um ex-futebolista espanhol que atuava como centroavante.

## Carreira
Revelado pelo Albacete, em 1993, destacou-se jogando pelo Real Madrid, onde ficou oito anos. Seu maior momento foi na final da Liga dos Campeões da UEFA de 1999/2000, onde marcou um dos gols na vitória por 3 x 0 na final espanhola contra o Valencia. Apesar de apreciado pela torcida, muitas vezes era relegado à condição de coadjuvante de seu companheiro Raúl e de outros atacantes de mais renome.
A falta de espaço fez com que o Real, a partir de 2003, passasse a emprestá-lo seguidamente. Na temporada 2003/04, Morientes esteve no Monaco. No time do principado, demonstrou boa fase, sendo decisivo nas quartas-de-final da Liga dos Campeões da época, quando eliminou o Real Madrid. O Monaco terminaria vice-campeão e Morientes logo voltou aos blancos, mas continuou sem espaço e voltou a ser emprestado, desta vez ao Liverpool. Morientes foi mais um dos membros da "colônia espanhola" do time inglês, que contava também com Xabi Alonso, Luis García e o técnico Rafael Benítez. Os Reds foram surpreendemente campeões da Liga dos Campeões, mas Morientes não pôde fazer parte do elenco vencedor, uma vez que chegara a jogar pelo Real as partidas iniciais do torneio.
O empréstimo com o Liverpool encerrou-se em 2006 e Morientes voltou à Espanha, comprado pelo Valencia, onde, depois de um começo muito bom, acabou caindo de produção e se lesionando, o que acabou o tirando do time titular. Embora ainda tenha mostrado que seria o principal atacante da equipe, não foi tão aproveitado e, em 2009, foi contratado pelo Olympique de Marseille.
A temporada 2009-10 pelo Olympique foi vencedora. Campeão do Campeonato Francês e da Copa da Liga Francesa, Morientes apenas participou de 12 jogos pela liga, marcando 1 gol, devido à eficiência e regularidade dos atacantes titulares, Brandão e Niang. Pela Liga dos Campeões, chegou a enfrentar seu tão amado clube, Real Madrid, duas vezes, não obtendo destaque.
Ao fim da temporada, em julho de 2010, rescindiu seu contrato com o clube marselhano.
No dia 31 de agosto de 2010, anunciou sua aposentadoria do futebol profissional. Tinha propostas do Sporting e de clubes do México, Catar e Emirados Árabes, mas decidiu encerrar a carreira aos 34 anos de idade.

### Seleção Espanhola
Pela Seleção Espanhola, passou por 4 categorias diferentes: sub-20, sub-21, sub-23 e a principal. Na seleção sub-23, disputou as Olimpíadas de 1996, em Atlanta. Mas foi na seleção principal que conseguiu mais destaque, foram 3 competições oficiais: Copa do Mundo de 1998, Copa do Mundo de 2002 e a Eurocopa 2004. Na Copa de 2002, ele foi um dos goleadores da Furia, com 3 gols; poderiam ter sido mais, se dois gols seus válidos nas quartas-de-final contra a anfitriã Coreia do Sul não tivessem sido incorretamente anulados pela controversa arbitragem daquela partida, em que a Espanha terminou eliminada nos pênaltis.
No total, foram 47 jogos e 27 gols. Encerrou a carreira na seleção em 2007, devido à falta de espaço no time, que já havia lhe custado um lugar na Copa do Mundo de 2006.

## Títulos
Real Madrid
- Liga dos Campeões da UEFA: 1997-98, 1999-00, 2001-02
- Campeonato Espanhol: 2000-01, 2002-03
- Supercopa da Espanha: 1997, 2001, 2003
- Supercopa Europeia: 2002
- Copa Intercontinental: 2002

Liverpool
- Copa da Inglaterra: 2005-06
- Supercopa Europeia: 2005

Valencia
- Copa da Espanha: 2007-08

Olympique de Marseille
- Copa da Liga Francesa: 2009-10
- Campeonato Francês: 2009-10

### Artilharias
- Liga dos Campeões de 2003–04 (9 gols)